# Сабер, Абделилах
Абделилах Сабер (араб. عبد الإله صابر‎; 21 апреля 1974, Касабланка) — марокканский футболист, правый защитник.

## Карьера
Абделилах Сабер начал карьеру в 1993 году в клубе «Видад». В первом же сезоне он стал чемпионом страны и выиграл Клубный чемпионат Азии и Африки. Годом спустя Сабер отпраздновал победу в Кубке страны. В «Видаде» Абделилах играл 5 лет, после чего в декабре 1996 года перешёл в лиссабонский «Спортинг». В Португалии марокканец провёл 5 сезонов. На 5-й сезон клуб смог выиграть чемпионский титул, но именно в этом сезоне Сабер проиграл место в основном составе бразильцу Сезару Пратесу. В следующем сезоне Абделилах был арендован итальянским «Наполи», куда перешёл вместе с Жозе Видигалом и Эрнаном Кирогой. В первом же сезоне Сабер вместе с командой «вылетел» в серию В, где провёл два сезона. Но клуб всё равно захотел выкупить контракт защитника, выплатив за трансфер игрока 4 млрд лир. Затем он сыграл год в «Торино», после чего завершил карьеру.
В сборной страны Сабер провёл 39 матчей и забил 1 гол. В её составе он участвовал на чемпионате мира в 1998 году, где провёл все три матча своей команды.

## Достижения
- Чемпион Марокко: 1992/93
- Победитель Клубного чемпионата Азии и Африки: 1993
- Обладатель Кубка Марокко: 1994
- Чемпион Португалии: 2000